# Otoko wa Tsurai yo
Otoko wa Tsurai yo (jap. 男はつらいよ; „Hartes Brot, ein Mann zu sein“) ist eine Serie von Filmen des Regisseurs Yōji Yamada.
Mit 49 Fortsetzungen in der Zeit von 1969 bis 1997 galt die Serie im Guinness-Buch der Rekorde lange Zeit als längste Filmserie.

## Handlung
Alle Filme sind nach einem einheitlichen Muster aufgebaut: Hauptfigur ist Torajiro Kuruma (abgekürzt als Tora-san), gespielt von Kiyoshi Atsumi. Tora-san verdient sein Geld damit, auf Straßenmärkten verschiedenen Tand zu verkaufen. Sein aufgeschlossener und fröhlicher Charakter hilft ihm dabei. Bei dieser Tätigkeit kommt er in ganz Japan herum.
Jedes Mal verliebt er sich in eine Frau in einer Stadt, die er gerade besucht. Dann kommt er zurück zu seiner Familie; die Hauptdarstellerin des jeweiligen Filmes taucht dann wenig später auch wieder dort auf. Regelmäßig stellt er sich in der Beziehung zu der Hauptdarstellerin ungeschickt an und bleibt am Schluss ein sympathischer Verlierer.

## Wirkung
Der Hauptdarsteller Kiyoshi Atsumi wurde für seine Rolle als Tora-san sechs Mal  für einen Japanese Academy Award nominiert, allerdings in keinem Fall mit Erfolg. Die Reihe ist eine der erfolgreichsten Filmserien in Japan.